# Arquidiocese de Bobo-Dioulasso
A Arquidiocese de Bobo-Dioulasso (Archidiœcesis Bobodiulassensis) é uma circunscrição eclesiástica da Igreja Católica situada em Bobo Diulasso, Burquina Fasso. Seu atual arcebispo é Laurent Birfuoré Dabiré. Sua Sé é a Catedral Nossa Senhora de Lurdes de Bobo Diulasso.
Possui 21 paróquias servidas por 118 padres, abrangendo uma população de 1 986 000 habitantes, com 10,7% da dessa população jurisdicionada batizada (213 000 católicos).

## História
A prefeitura apostólica de Bobo-Dioulasso foi erigida em 15 de dezembro de 1927, com o breve Expedit do Papa Pio XI, obtendo o território dos vicariatos apostólicos de Bamako e Ouagadougou (hoje ambas arquidioceses).
Em 9 de março de 1937, a prefeitura apostólica foi elevada a vicariato apostólico com a bula Ad Christi regnum do mesmo Papa Pio XI.
Em 9 de junho de 1942 e 12 de junho de 1947 cedeu parte de seu território em proveito da ereção das prefeituras apostólicas de Gao (hoje diocese de Mopti) e Sikasso (hoje diocese), respectivamente.
Em 18 de outubro de 1951, cedeu outra porção do território à prefeitura apostólica de Nouna (hoje diocese de Dédougou).
Em 14 de setembro de 1955, o vicariato apostólico foi elevado à diocese com a bula Dum tantis do Papa Pio XII. Ela era originalmente sufragânea da Arquidiocese de Ouagadougou.
Em 18 de outubro de 1968 e 27 de junho de 1998, cedeu outras partes do território em benefício da ereção, respectivamente, das dioceses de Diébougou e Banfora.
Em 30 de janeiro de 1990 recebeu a visita apostólica do Papa João Paulo II.
Em 5 de dezembro de 2000, a diocese foi elevada à categoria de arquidiocese metropolitana com a bula Afrorum ecclesiales do Papa João Paulo II.

## Prelados
|            | Nome                                      | Período    | Notas      |            |
| Arcebispos | Arcebispos                                | Arcebispos | Arcebispos | Arcebispos |
| ---------- | ----------------------------------------- | ---------- | ---------- | ---------- |
| 3°         | Laurent Birfuoré Dabiré                   | 2024-      | Atual      |            |
| 2º         | Paul Yembuado Ouédraogo                   | 2010-2024  |            |            |
| 1º         | Anselme Titianma Sanon                    | 2000-2010  |            |            |
| Bispos     |                                           |            |            |            |
| 5º         | Anselme Titianma Sanon                    | 1974-2000  |            |            |
| 4º         | André-Joseph-Prosper Dupont, M.Afr. †     | 1941-1974  |            |            |
| 3°         | Louis-Joseph-Ephrem Groshenry, S.M.A. †   | 1937-1941  |            |            |
| 2º         | Marcello Paternôt, M.Afr. †               | 1934-1937  |            |            |
| 1º         | Césaire-Jean-Hippolyte Esquerre, M.Afr. † | 1928-1933  |            |            |